# 天主教南城教区
天主教南城教區（拉丁語：Dioecesis Nancemensis）是天主教在中國江西省南部設立的的一個教區，屬於江西教省。

## 概況
1946年4月11日，聖座在中國設立聖統制，南城宗座代牧區升格為南城教區，屬於江西教省。
1950年，南城教區信徒人數為6,885人、13個堂區、60座聖堂、30位司鐸（4位教區司鐸、26位修會司鐸）和7位修女。教座位於江西省南城盱江大道604号的聖母玫瑰主教座堂。現時，教區自1970年後，教區主教之位一直處於教座從缺狀態。

## 历史
1932年11月29日，聖座從余江宗座代牧區劃出江西省建昌府，設立建昌府宗座監牧區，並由愛爾蘭聖高隆龐外方傳教會會士負責，利伯高神父出任首任宗座監牧。1938年12月13日，升格为南城代牧区。
1946年4月11日，聖座在中國設立聖統制，南城宗座代牧區升格為南城教區，屬於江西教省，利伯高繼續出任為南城教區首任主教。
1949年10月1日，中國共產黨在中國大陸地區建立中華人民共和國，並開始針對天主教進行宗教迫害及打壓，教會已經無法正常運作。1950年代，利伯高主教及其他外籍傳教士先後被捕和驅逐出境，而需要由中國本地神父繼續管理教區內的教務。
1958年，召开江西省天主教第一届代表会议，成立江西省天主教爱国会，会议决定将南城教区并入余江教区。
1966年至1979年文化大革命期間，教區內的所有宗教活動停止。1980年代初，教區逐步恢復宗教活動，但江西省內的教區只有5名神父。1985年，愛國會擅自把江西全省各教區合併為江西教區，並陳獨清擅自出任江西教區主教，但是未獲聖座承認。

## 歷任主教

### 建昌府宗座監牧
- 利伯高神父, S.S.C.M.E.（1933年7月21日-1938年12月13日）：爱尔兰籍[6]

### 南城宗座代牧
- 利伯高主教, S.S.C.M.E.（1938年12月13日-1946年4月11日）：爱尔兰籍

### 南城主教
- 利伯高主教, S.S.C.M.E.（1946年4月11日日-1970年10月23日）：爱尔兰籍，1952年冬被驱逐出境。